# Lejkówka blednąca
Lejkówka blednąca (Clitocybe subcordispora Harmaja) – gatunek grzybów z rzędu pieczarkowców (Agaricales).

## Systematyka i nazewnictwo
Pozycja w klasyfikacji według Index Fungorum: Clitocybe, Incertae sedis, Agaricales, Agaricomycetidae, Agaricomycetes, Agaricomycotina, Basidiomycota, Fungi.
Po raz pierwszy takson ten opisał w 1969 r. Harri Harmaja w Finlandii. Synonimy:
- Clitocybe pseudo-obbata (J.E. Lange) Kuyper 1981
- Clitocybe pseudo-obbata var. magnispora (Raithelh.) Bon 1997
- Clitocybe vibecina var. pseudo-obbata J.E. Lange 1930
- Pseudolyophyllum pseudo-obbata (J.E. Lange) Raithelh. 1979
- Pseudolyophyllum pseudo-obbata var. magnisporum Raithelh. 1995[2].

Władysław Wojewoda w 1999 r. podał polską nazwę lejkownik bezwonny, a w 2003 r. zmienił ją na lejkówka blednąca (dla synonimu Clitocybe pseudo-obbata (J.E. Lange) Kuyper).

## Występowanie i siedlisko
Podano stanowiska lejkówki blednącej w niektórych krajach Europy i w Kanadzie. W Polsce W. Wojewoda w 2003 r. przytoczył 4 stanowiska. Znajduje się na Czerwonej liście roślin i grzybów Polski jako Clitocybe pseudoobbata. Ma status E– gatunek wymierający, którego przeżycie jest mało prawdopodobne, jeśli nadal będą działać czynniki zagrożenia
Grzyb saprotroficzny naziemny występujący wśród traw i mchów na łąkach i nieużytkach. Owocniki tworzy od maja do listopada.